# Liste der Monuments historiques in Barberier
Die Liste der Monuments historiques in Barberier führt die Monuments historiques in der französischen Gemeinde Barberier auf.

## Liste der Bauwerke
| Bezeichnung    | Beschreibung                  | Standort | Kennzeichnung | Schutzstatus   | Datum     | Bild           |
| -------------- | ----------------------------- | -------- | ------------- | -------------- | --------- | -------------- |
| Schloss Bompré | Erbaut ab dem 15. Jahrhundert | (Lage)   | PA00093381    | Inscrit Classé | 1989 1994 | weitere Bilder |
| Kirche S-André | Erbaut im 12. Jahrhundert     | (Lage)   | PA00092982    | Classé         | 1950      | weitere Bilder |